# Кожевниково (Юргинський округ)
Коже́вниково (рос. Кожевниково) — присілок у складі Юргинського округу Кемеровської області, Росія.

## Населення
Населення — 166 осіб (2010; 154 у 2002).
Національний склад (станом на 2002 рік):
- росіяни — 88 %